# Robert Heger
Robert Heger (ur. 19 sierpnia 1886 w Strasburgu, zm. 14 stycznia 1978 w Monachium) – niemiecki dyrygent i kompozytor.

## Życiorys
Studiował początkowo w Strasburgu, następnie był uczniem Lothara Kemptera w Zurychu i Maxa von Schillingsa w Berlinie. Debiutował jako dyrygent w 1907 roku. Prowadził orkiestry w Strasburgu (1907–1908), Ulm (1908–1911) i Bremie (1911). Od 1911 do 1913 roku był dyrygentem wiedeńskiej Volksoper. W latach 1913–1921 dyrygował orkiestrą opery w Norymberdze, następnie objął funkcję dyrygenta Bayerische Staatsoper w Monachium. Od 1925 do 1933 roku prowadził orkiestrę Opery Wiedeńskiej, jednocześnie był też dyrygentem Wiener Singverein. W 1927 roku debiutował na festiwalu w Salzburgu, gdzie poprowadził przedstawienie Wesela Figara. Od 1935 do 1941 roku pełnił funkcję dyrektora muzycznego teatru w Kassel. W latach 1933–1945 był dyrygentem berlińskiej Staatsoper, następnie od 1945 do 1950 roku Städtische Oper. Od 1950 roku pełnił funkcję dyrygenta Bayerische Staatsoper w Monachium, w latach 1950–1954 był także dyrektorem monachijskiej Hochschule für Musik. W 1964 roku wystąpił na festiwalu w Bayreuth, gdzie dyrygował przedstawieniem Śpiewaków norymberskich.
Zasłynął przede wszystkim jako dyrygent operowy, głównie interpretator dzieł Richarda Straussa. Poprowadził angielską premierę Capriccio (Londyn 1953). W 1933 roku dokonał nagrania Kawalera srebrnej róży z udziałem Lotte Lehmann, Elisabeth Schumann, Marii Olszewskiej i Richarda Mayra. Zorkiestrował również wybrane pieśni Straussa.

## Wybrane kompozycje
(na podstawie materiałów źródłowych)

### Opery
- Ein Fest auf Haderslev (wyst. Norymberga 1919, zrewid. 1943)
- Der Bettler Namenlos (1931, wyst. Monachium 1932)
- Der verlorene Sohn (1935, wyst. Drezno 1936, zrewid. 1942)
- Lady Hamilton (1941, wyst. Norymberga 1951)
- Das ewige Reich (b.d., zrewid. 1972 pt. Trögodie der Zweitracht)

### Utwory orkiestrowe
- 3 symfonie
- poemat symfoniczny Hero und Leander
- Koncert skrzypcowy
- Koncert wiolonczelowy

### Utwory wokalno-instrumentalne
- Te Deum na 2 solistów, chór i orkiestrę (1971)